# Robert Lee Bullard
Pour les articles homonymes, voir Bullard.
 Robert Lee Bullard , était un général américain, né en 1861, décédé en 1947 qui fut un des chefs de l'Armée américaine en France lors de la Première Guerre mondiale.

## Début
Il fit des études à l'Académie militaire de West Point et en sorti en 1885 pour servir contre le Mexique et aux Philippines. Il était colonel en 1911.

## Première Guerre mondiale
L'entrée des États-Unis dans le conflit va accélérer sa promotion, général en juin 1917, il était au commandement de la 1re division d'infanterie de décembre 1917 à juillet 1918.
Il commandait lors de la bataille de Cantigny, la dix-huitième armée allemande dirigée par Hutier, était fortement retranchée sur une position fortifiée qui formait un saillant. C'était la première bataille majeure où se trouvaient impliqués les forces armées des États-Unis. L'aisance de Bullard en français faisait de lui un élément important des relations entre les armées françaises et américaines.

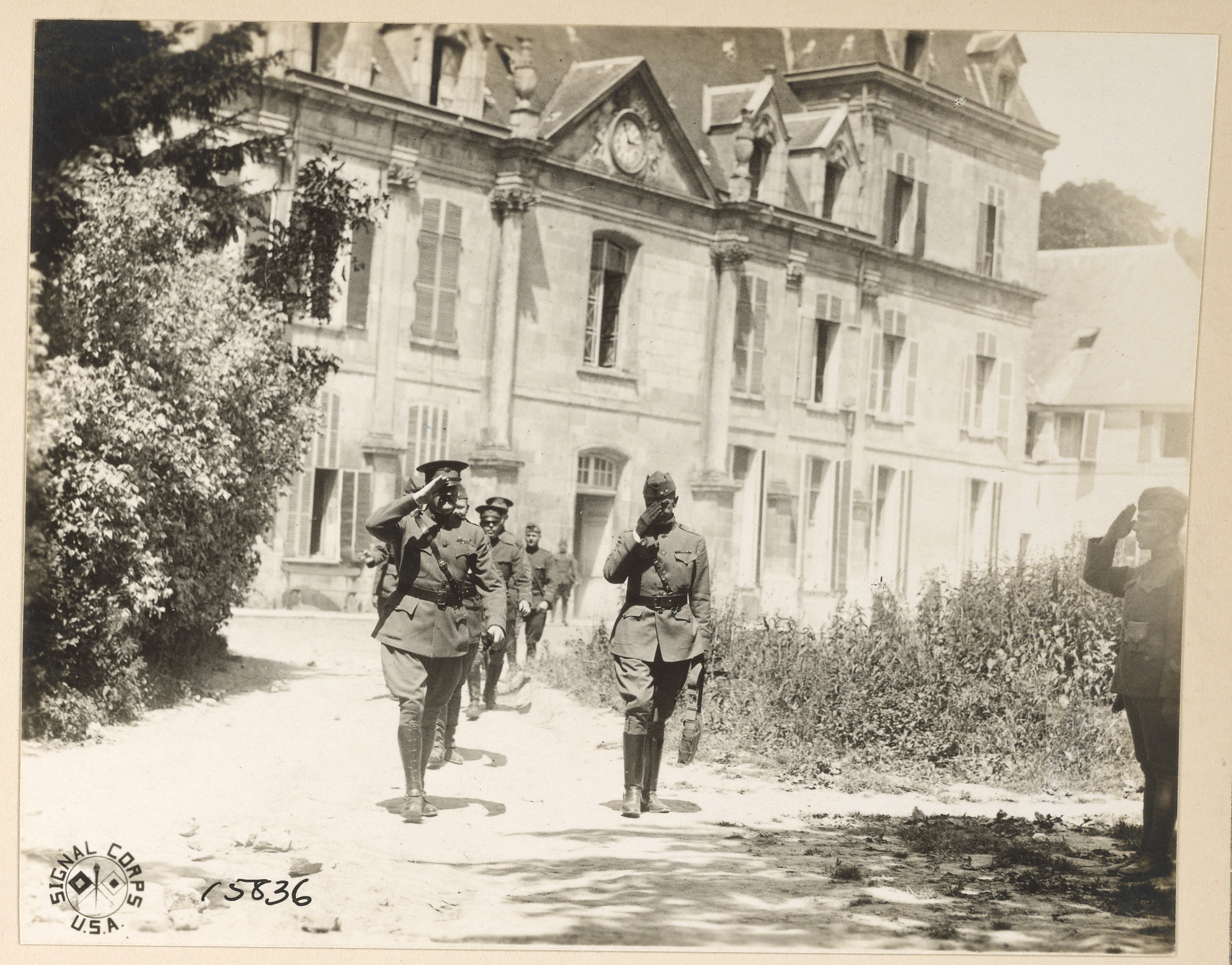
En 1918 au Château de Tartigny,
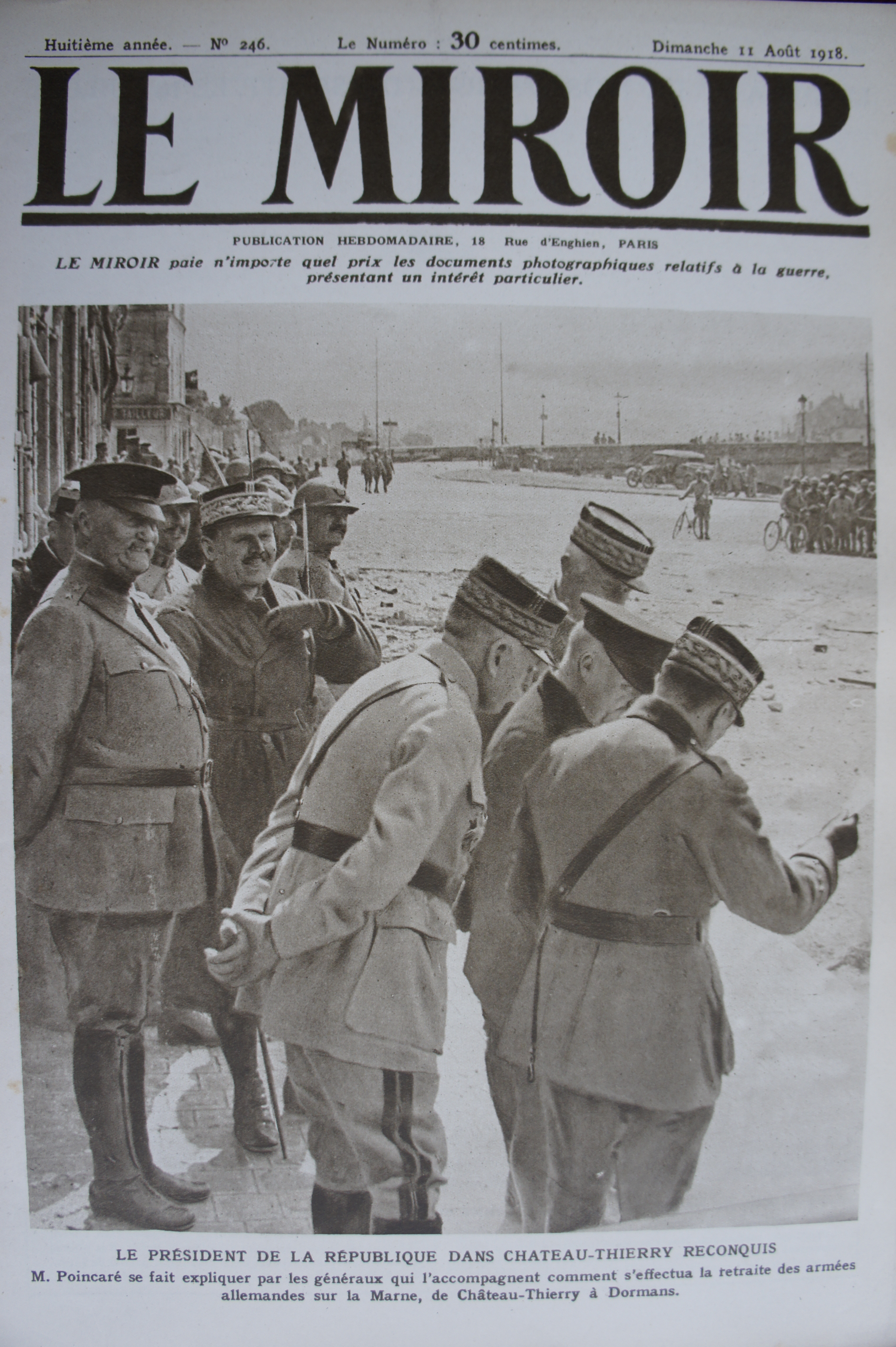
avec Clemanceau à Château-Thierry.

Avec l'augmentation de l'implication des forces armées américaines Bullard fut nommé au commandement de la Seconde armée qui venait d'être créée, la Première étant sous le commandement de Hunter Liggett. Il était conscient de la proximité de l'effondrement allemand et engageait ses soldats avec précaution ; cette méthode lui fut reprochée par Alden Brooks (en) en 1930 in : As I Saw It.

## Après guerre
Il passa au commandement d'un corps d'armée de retour sur le sol américain, procédure normale avec la réduction des effectifs et le retour à une armée de métier. Il se retira du service actif en 1925 pour se consacrer à l'écriture et comme conférencier. Il fut aussi le président de la Ligue de sécurité nationale (N.S.L).
Il meurt en 1947 et repose au cimetière de West Point.